# Copa Libertadores féminine 2023
Navigation
Édition précédente Édition suivante
La Copa Libertadores féminine 2023 est la 15e édition de la Copa Libertadores féminine, une compétition inter-clubs sud-américaine de football féminin organisée par la Confédération sud-américaine de football (CONMEBOL). Elle se déroule du 5 au 21 octobre 2023 à Cali et Bogota en Colombie, et oppose seize clubs des différents championnats sud-américains de la saison précédente. Les Brésiliennes de Palmeiras défendent leur titre.

## Format
La compétition débute par une phase de groupes où les 16 équipes sont réparties en quatre poules. Les équipes de chaque groupe se rencontrent toutes une seule fois, les deux meilleures équipes de chaque groupe se qualifiant pour les quarts de finale. À partir des quarts de finale, les équipes jouent une phase à élimination directe.

## Participants
Le nombre de seize équipes participantes est déterminé comme suit :
- Les champions nationaux des dix associations de la CONMEBOL
- Le tenant du titre
- Un club additionnel attribué à la fédération organisatrice, ici la Colombie.
- Un club additionnel attribué aux fédérations ayant eu les meilleurs résultats lors des saisons précédentes : Brésil, Chili, Colombie et Paraguay.

| Pays            | Équipe                    | Qualification                     | Part. | Meilleur résultat                         |
| --------------- | ------------------------- | --------------------------------- | ----- | ----------------------------------------- |
| Argentine       | Boca Juniors              | Championnes d'Argentine 2022      | 8e    | Finaliste (2022)                          |
| Bolivie         | Always Ready              | Championnes de Bolivie 2023       | 2e    | Phase de groupes (2022)                   |
| Brésil          | Palmeiras                 | Tenantes du titre 2022            | 2e    | Championnes (2022)                        |
| Brésil          | Corinthians               | Championnes du Brésil 2022        | 6e    | Championnes (2017, 2019 et 2021)          |
| Brésil          | Internacional             | Vice-championnes du Brésil 2022   | 1re   | –                                         |
| Chili           | Colo-Colo                 | Championnes du Chili 2022         | 10e   | Championnes (2012)                        |
| Chili           | Universidad de Chile      | Vice-championnes du Chili 2022    | 4e    | 4e place (2020)                           |
| Colombie (hôte) | Independiente Santa Fe    | Championnes de Colombie 2023      | 4e    | Finaliste (2021)                          |
| Colombie (hôte) | América de Cali           | Vice-championnes de Colombie 2023 | 4e    | Finaliste (2020)                          |
| Colombie (hôte) | Atlético Nacional         |                                   | 1re   | –                                         |
| Équateur        | Barcelona SC              | Championnes d'Équateur 2023       |       |                                           |
| Paraguay        | Club Olimpia              | Championnes du Paraguay 2023      | 2e    | Phase de groupes (2022)                   |
| Paraguay        | Libertad/Limpeño          | Vice-championnes du Paraguay 2023 | 6e    | Championnes (2016)                        |
| Pérou           | Universitario de Deportes | Championnes du Pérou 2023         | 5e    | Phase de groupes (2015, 2016, 2017, 2020) |
| Uruguay         | Nacional                  | Championnes d'Uruguay 2022        | 6e    | 4e place (2021)                           |
| Venezuela       | Caracas FC                | Championnes du Venezuela 2023     | 6e    | Finaliste (2014)                          |

## Compétition

### Phase de groupes

#### Groupe A
| Rang | Équipe            | Pts | J | G | N | P | Bp | Bc | Diff |  | Résultats (▼ dom., ► ext.) |  |     |     |     |
| ---- | ----------------- | --- | - | - | - | - | -- | -- | ---- |  | -------------------------- |  | --- | --- | --- |
| 1    | Palmeiras         | 9   | 3 | 3 | 0 | 0 | 15 | 3  | +12  |  | Palmeiras                  |  | 4-3 | 5-0 | 6-0 |
| 2    | Atlético Nacional | 6   | 3 | 2 | 0 | 1 | 9  | 6  | +3   |  | Atlético Nacional          |  |     | 3-2 | 3-0 |
| 3    | Barcelona SC      | 3   | 3 | 1 | 0 | 2 | 5  | 10 | -5   |  | Barcelona SC               |  |     |     | 3-2 |
| 4    | Caracas FC        | 0   | 3 | 0 | 0 | 3 | 2  | 12 | -10  |  | Caracas FC                 |  |     |     |     |

#### Groupe B
| Rang | Équipe        | Pts | J | G | N | P | Bp | Bc | Diff |  | Résultats (▼ dom., ► ext.) |  |     |     |     |
| ---- | ------------- | --- | - | - | - | - | -- | -- | ---- |  | -------------------------- |  | --- | --- | --- |
| 1    | U de Chile    | 7   | 3 | 2 | 1 | 0 | 4  | 2  | +2   |  | U de Chile                 |  | 2-1 | 1-1 | 1-0 |
| 2    | Olimpia       | 6   | 3 | 2 | 0 | 1 | 6  | 4  | +2   |  | Olimpia                    |  |     | 2-1 | 3-1 |
| 3    | Santa Fe      | 4   | 3 | 0 | 1 | 1 | 6  | 3  | +3   |  | Santa Fe                   |  |     |     | 4-0 |
| 4    | Universitario | 0   | 3 | 0 | 0 | 3 | 1  | 8  | -7   |  | Universitario              |  |     |     |     |

#### Groupe C
| Rang | Équipe           | Pts | J | G | N | P | Bp | Bc | Diff |  | Résultats (▼ dom., ► ext.) |  |     |     |     |
| ---- | ---------------- | --- | - | - | - | - | -- | -- | ---- |  | -------------------------- |  | --- | --- | --- |
| 1    | Corinthians      | 9   | 3 | 3 | 0 | 0 | 12 | 0  | +12  |  | Corinthians                |  | 1-0 | 5-0 | 6-0 |
| 2    | Colo-Colo        | 3   | 3 | 2 | 0 | 1 | 9  | 3  | +6   |  | Colo-Colo                  |  |     | 4-0 | 5-2 |
| 3    | Libertad/Limpeño | 3   | 3 | 1 | 0 | 2 | 3  | 10 | -7   |  | Libertad/Limpeño           |  |     |     | 3-1 |
| 4    | Always Ready     | 0   | 3 | 0 | 0 | 3 | 3  | 14 | -11  |  | Always Ready               |  |     |     |     |

#### Groupe D
| Rang | Équipe          | Pts | J | G | N | P | Bp | Bc | Diff |  | Résultats (▼ dom., ► ext.) |  |     |     |     |
| ---- | --------------- | --- | - | - | - | - | -- | -- | ---- |  | -------------------------- |  | --- | --- | --- |
| 1    | Internacional   | 9   | 3 | 3 | 0 | 0 | 12 | 2  | +10  |  | Internacional              |  | 4-2 | 5-0 | 3-0 |
| 2    | América de Cali | 4   | 3 | 1 | 1 | 1 | 7  | 5  | +2   |  | América de Cali            |  |     | 1-1 | 4-0 |
| 3    | Boca Juniors    | 4   | 3 | 1 | 1 | 1 | 6  | 7  | -1   |  | Boca Juniors               |  |     |     | 5-1 |
| 4    | Nacional        | 0   | 3 | 0 | 0 | 3 | 1  | 12 | -11  |  | Nacional                   |  |     |     |     |

### Élimination directe
|  | Quarts de finale | Quarts de finale  | Quarts de finale  | Quarts de finale  |               |               | Demi-finales | Demi-finales | Demi-finales                  | Demi-finales                  |                               |                               | Finale | Finale | Finale | Finale |
|  |                  |                   |                   |                   |               |               |              |              |                               |                               |                               |                               |        |        |        |        |
|  |                  |                   |                   |                   |               |               |              |              |                               |                               |                               |                               |        |        |        |        |
|  |                  |                   |                   |                   |               |               |              |              |                               |                               |                               |                               |        |        |        |        |
|  | 1A               | Palmeiras         | 6                 | 6                 |               |               |              |              |                               |                               |                               |                               |        |        |        |        |
|  | 1A               | Palmeiras         | 6                 | 6                 |               |               |              |              |                               |                               |                               |                               |        |        |        |        |
|  | 2B               | Olimpia           | 0                 | 0                 |               |               |              |              |                               |                               |                               |                               |        |        |        |        |
|  | 2B               | Olimpia           | 0                 | 0                 | Palmeiras     | Palmeiras     | 3            | 3            |                               |                               |                               |                               |        |        |        |        |
|  |                  |                   |                   |                   | Palmeiras     | Palmeiras     | 3            | 3            |                               |                               |                               |                               |        |        |        |        |
|  |                  |                   | Atlético Nacional | Atlético Nacional | 1             | 1             |              |              |                               |                               |                               |                               |        |        |        |        |
|  | 1B               | U de Chile        | Atlético Nacional | Atlético Nacional | 1             | 1             | 1            | 1            |                               |                               |                               |                               |        |        |        |        |
|  | 1B               | U de Chile        |                   |                   |               |               |              | 1            |                               |                               |                               |                               |        |        |        |        |
|  | 2A               | Atlético Nacional | 2                 | 2                 |               |               |              |              |                               |                               |                               |                               |        |        |        |        |
|  | 2A               | Atlético Nacional | 2                 | 2                 | Palmeiras     | Palmeiras     | 0            | 0            |                               |                               |                               |                               |        |        |        |        |
|  |                  |                   |                   |                   | Palmeiras     | Palmeiras     | 0            | 0            |                               |                               |                               |                               |        |        |        |        |
|  |                  |                   | Corinthians       | Corinthians       | 1             | 1             |              |              |                               |                               |                               |                               |        |        |        |        |
|  | 1C               | Corinthians       | Corinthians       | Corinthians       | 1             | 1             | 4            | 4            |                               |                               |                               |                               |        |        |        |        |
|  | 1C               | Corinthians       |                   |                   |               |               |              |              |                               |                               |                               |                               |        |        |        |        |
|  | 2D               | América de Cali   | 0                 | 0                 |               |               |              |              |                               |                               |                               |                               |        |        |        |        |
|  | 2D               | América de Cali   | 0                 | 0                 | Corinthians   | Corinthians   | 1 (4)        | 1 (4)        | Match pour la troisième place | Match pour la troisième place | Match pour la troisième place | Match pour la troisième place |        |        |        |        |
|  |                  |                   |                   |                   | Corinthians   | Corinthians   | 1 (4)        | 1 (4)        | Match pour la troisième place | Match pour la troisième place | Match pour la troisième place | Match pour la troisième place |        |        |        |        |
|  |                  |                   | Internacional     | Internacional     | 1 (3)         | 1 (3)         |              |              |                               |                               |                               |                               |        |        |        |        |
|  | 1D               | Internacional     | Internacional     | Internacional     | 1 (3)         | 1 (3)         | 4            | 4            |                               |                               |                               |                               |        |        |        |        |
|  | 1D               | Internacional     |                   |                   |               |               |              | 4            |                               |                               | Atlético Nacional             | Atlético Nacional             | 3      | 3      |        |        |
|  | 2C               | Colo-Colo         | 2                 | 2                 |               |               |              |              |                               |                               | Atlético Nacional             | Atlético Nacional             | 3      | 3      |        |        |
|  | 2C               | Colo-Colo         | 2                 | 2                 | Internacional | Internacional | 2            | 2            |                               |                               |                               |                               |        |        |        |        |
|  |                  |                   |                   |                   |               |               |              |              |                               |                               |                               |                               |        |        |        |        |

( ) = Tirs au but
Les Corinthians remportent leur quatrième titre continental.

### Statistiques individuelles
Source.
|    | Joueuse               | Club                   | Buts |
| -- | --------------------- | ---------------------- | ---- |
| 1. | Priscila              | Internacional          | 8    |
| 2. | Millene (en)          | Corinthians            | 6    |
| 2. | Bia Zaneratto         | Palmeiras              | 6    |
| 4. | Amanda Gutierres (en) | Palmeiras              | 5    |
| 4. | Manuela González (en) | Atlético Nacional      | 5    |
| 6. | Diana Celis           | Independiente Santa Fe | 4    |
| 6. | Lais Estevam          | Palmeiras              | 4    |
| 8. | Vic Albuquerque (en)  | Corinthians            | 3    |
| 8. | Yastin Jiménez (en)   | Colo-Colo              | 3    |
| 8. | Letícia Monteiro      | Internacional          | 3    |
| 8. | Madelin Riera (en)    | Barcelona SC           | 3    |
| 8. | Soll                  | Internacional          | 3    |
| 8. | Catalina Usme         | América de Cali        | 3    |

|    | Joueuse               | Club              | P.d. |
| -- | --------------------- | ----------------- | ---- |
| 1. | Bia Zaneratto         | Palmeiras         | 7    |
| 2. | Belén Aquino (en)     | Internacional     | 3    |
| 2. | Wendy Bonilla         | América de Cali   | 3    |
| 2. | Fernanda Hidalgo (en) | Colo-Colo         | 3    |
| 2. | Priscila              | Internacional     | 3    |
| 2. | Yoreli Rincón         | Atlético Nacional | 3    |
| 2. | Duda Santos (en)      | Palmeiras         | 3    |
| 2. | Daniela Zamora        | U de Chile        | 3    |